# 岩手急行バス
岩手急行バス株式会社（いわてきゅうこうバス）は岩手県一関市に本社を置くバス事業者である。

## 沿革
- 1964年（昭和39年）7月23日： 岩手中央バス・花巻電鉄・岩手県南バス・花巻バス（現：岩手県交通）が共同で設立[1]。
- 1964年8月1日:盛岡 - 一ノ関間で路線バスを開始する[1]。
- 1966年（昭和41年）2月22日：一般貸切旅客運送事業免許取得[1]。
- 1976年（昭和51年）6月11日： 岩手中央バス・岩手県南バス・花巻バスの岩手県交通への合併を機に路線廃止、貸切専業となる[2]。
- 2003年（平成15年）11月1日： 東日本急行が単独で運行していた 仙台 - 一ノ関線に一ノ関側拠点事業者として参入。
- 200x年x月x日 - 東日本急行便のうち、一関で夜間滞泊する行路の運転業務を受託。
- 2008年（平成20年）8月1日： 仙台 - 平泉線（平泉中尊寺号）に参入。

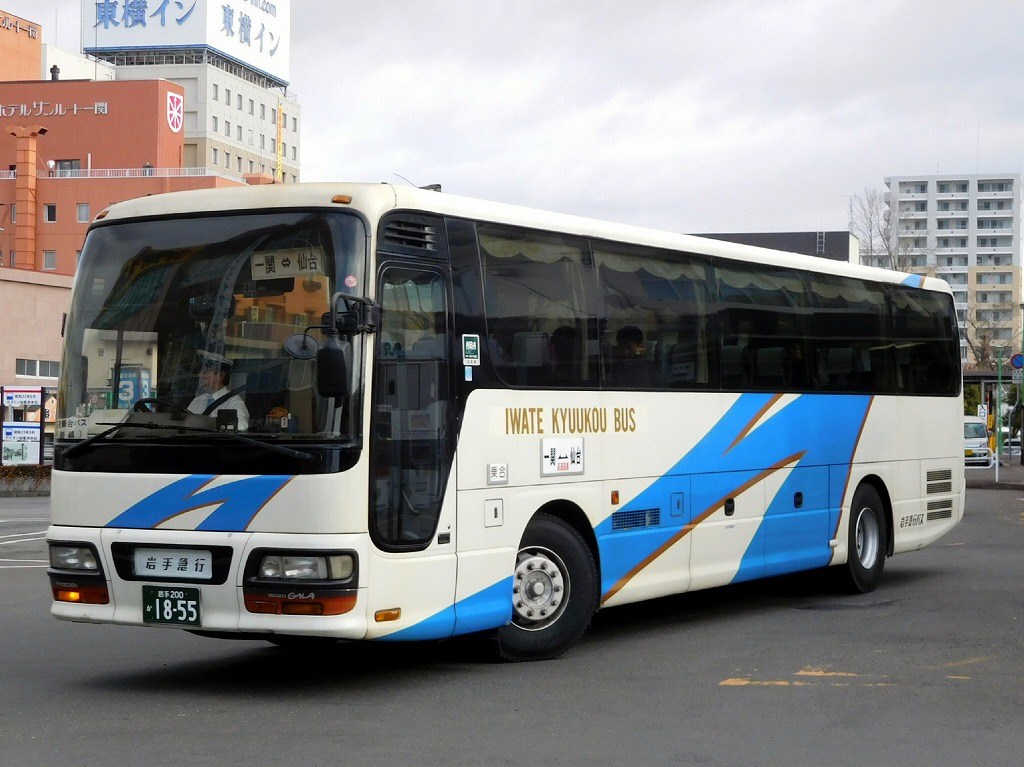
仙台 - 一ノ関線（2016年3月撮影）

- 2018年（平成30年）12月： 一部業務を停止

## 運行路線
- 仙台 - 一ノ関線
- 仙台 - 平泉線
仙台駅前（宮城県仙台市青葉区）と岩手県西磐井郡平泉町の中尊寺の間を結ぶ、季節運行の高速バス路線。2018年（平成30年）度は4月1日から11月30日まで運行予定で、岩手急行２往復（車両は東日本急行）と東日本急行１往復の運行となっている。
運行回数
  - 1日3往復

路線沿革
  - 2008年（平成20年）7月1日 - 岩手県交通の単独（1日2往復）で運行開始（同年11月30日まで）。
  - 2008年（平成20年）8月1日 - 東日本急行・岩手急行バスが参入し、1日3往復（各社1往復ずつとなる）に増便。
  - 2009年（平成21年）4月18日 - 東日本急行・岩手県交通の2社による1日2往復の運行となる（同年11月30日まで。宮城交通の参入は見送られ、岩手急行バスも運行支援に回る）。一関市内の停留所（岩手病院前、山目駅前）への停車を中止。
  - 2011年（平成23年）4月23日 - 東日本急行が毎日運行便1往復を、宮城交通が土日祝祭日運行便1往復をそれぞれ運行する体制となる。岩手県交通は運行支援に回る。
  - 2012年（平成24年）4月1日 - 1日1往復となり、東日本急行が平日、宮城交通が土日祝祭日の運行を担当する体制となる。青葉通一番町バス停を廃止、宮交仙台高速バスセンター経由に変更。
  - 2013年（平成25年）4月13日 - 1日2往復、東日本急行の単独運行となる。仙台 - 一ノ関線の一部便を平泉まで延長運転する扱いとなり、仙台駅前の発着地がさくら野前（現32のりば）に変更。また新たに広瀬通一番町および、一関市内（イオン一関前、合同庁舎前、（現）新大町角、一ノ関駅）に停車。
  - 2016年（平成28年）4月9日 - 2016年度の運行を開始。1日3往復に増便。
  - 2017年（平成29年）4月1日 - 2017年度の運行を開始。1日3往復のうち１往復を岩手急行（車両は東日本急行）が担当。
  - 2018年（平成30年）4月1日 - 2018年度の運行を開始。1日3往復のうち、２往復を岩手急行（車両は東日本急行、仙台駅発9:00・10:00、中尊寺発12:40・13:40）、１往復（仙台駅発11:00、中尊寺発15:10）を東日本急行が担当している。運転士不足と、アーバン号の宮城交通担当分の肩代わりなどによる。

車両
  - 観光型・トイレなし車両で運行。